# Frogeye salad
La frogeye salad è un dolce statunitense. 
Tale pudding si prepara mescolando della pasta minuta del tipo acini di pepe assieme a crema montata, tuorli d'uovo, marshmallow e frutta tra cui mandarini, ananas e/o frutta in conserva.
Sebbene siano ignote le origini del nome del dolce, che significa "insalata di occhi di rana", si pensa che esso alluda umoristicamente all'aspetto della pastina, la quale ricorderebbe gli occhi delle rane.
La frogeye salad è tipica del giorno del ringraziamento e dei potluck nell'area occupata dalle Montagne Rocciose, nell'Idaho, nello Utah e, più in generale, nei territori del Corridoio Mormone.